# Гюттлінген (Тургау)
Гюттлінген (нім. Hüttlingen TG) — громада  в Швейцарії в кантоні Тургау, округ Фрауенфельд.

## Географія
Гюттлінген має площу 11,6 км², з яких на 6,1% дозволяється будівництво (житлове та будівництво доріг), 51,2% використовуються в сільськогосподарських цілях, 40,8% зайнято лісами, 2% не є продуктивними (річки, льодовики або гори).

## Демографія
2019 року в громаді мешкало 842 особи (+2,6% порівняно з 2010 роком), іноземців було 10,1%. Густота населення становила 73 осіб/км².
За віковим діапазоном населення розподілялося таким чином: 20,7% — особи молодші 20 років, 63,7% — особи у віці 20—64 років, 15,7% — особи у віці 65 років та старші. Було 344 помешкань (у середньому 2,4 особи в помешканні).
Із загальної кількості 264 працюючих 111 був зайнятий в первинному секторі, 60 — в обробній промисловості, 93 — в галузі послуг.